# Ichneumon torpefactus
Ichneumon torpefactus là một loài tò vò trong họ Ichneumonidae.